# 牝山羊の踊り
『牝山羊の踊り』（めやぎのおどり、フランス語: La Danse de la Chèvre）H.39は、アルテュール・オネゲルが作曲した無伴奏フルートのための作品。

## 概要
同じ無伴奏フルートのための作品であるクロード・ドビュッシーの『シランクス』と同様に、この作品も劇の上演のために書かれた。1919年、サーシャ・デレク (Sacha Derek) の台本『わるい考え』 (La mauvaise pensée) による舞踏家のリザナ (Lysana) への伴奏音楽を委嘱されて書かれ、初演を担当したフルート奏者のルネ・ル・ロワに献呈された。無伴奏フルートのための貴重なレパートリーとして頻繁に取り上げられる。

## 楽曲
Lent（ゆるやかに）、4/4拍子。四度音程を基本にしたゆったりした旋律（譜例1）で始まる。9/8拍子、vif（生き生きと）にテンポを上げると、躍動的で半音階的な楽想（譜例2）と「柔らかさを増して」(plus doux)と指示されたニ長調の楽想が交代し、最後は冒頭の旋律に戻って終わる。演奏時間は3分半程度。

譜例1

譜例2

## その他
1980年前後の時期、フジテレビで深夜の放送終了時にこの曲が流されていた。